# Copa do Mundo de Futsal da FIFA
A Copa do Mundo de Futsal da FIFA é um torneio internacional organizado pela Federação Internacional de Futebol (FIFA) para seleções nacionais masculinas de futsal.
A primeira edição desse Mundial foi realizado em 1989, nos Países Baixos, com a participação de 16 países. Já a partir da segunda edição, em 1992, a FIFA passou a organizar seus mundiais em anos pares e a cada quatro anos (entre duas Copas do Mundo de futebol). Desde a edição de 2012, são 24 equipes que se classificam para a Copa do Mundo.
Até 2024, foram realizadas dez edições da Copa do Mundo de Futsal. Somente quatro países venceram o torneio: Brasil seis vezes, Espanha duas vezes, e Argentina e Portugal uma vez cada.

## História
Desde a década de 1970, a Federação Internacional de Futebol de Salão (FIFUSA) era quem organizava os torneios de Futebol de Salão. Assim, a primeira edição do então Campeonato Mundial de Futebol de Salão – o mais importante torneio da modalidade à época – foi organizado por essa entidade em 1982, no Brasil. Mais duas edições vieram posteriormente, em triênios: Espanha 1985 e Austrália 1988.
A partir de 1989, porém, a FIFA resolveu assumir unilateralmente o corpo diretivo do futsal, organizando seu primeiro Mundial (agora renomeado de Copa do Mundo) naquele ano, com regras um pouco diferentes daquelas utilizadas pela FIFUSA, a fim de deixar o esporte um pouco mais atrativo. Assim, a primeira edição foi sediada nos Países Baixos, onde a modalidade gozava de bastante popularidade.
O Brasil conquistou os três primeiros mundiais organizados pela FIFA, além dos Países Baixos 1989, repetiu o feito em Hong Kong 1992 e na Espanha 1996 – disputando as respectivas finais contra Países Baixos, Estados Unidos e Espanha.
A Espanha venceria os dois seguintes – Guatemala 2000 e Taipé Chinesa 2004, derrotando nas finais, respectivamente, a seleção brasileira e depois a Itália. Em 2004, pela primeira vez o Brasil não disputou uma final.
A equipe brasileira voltaria a vencer o torneio em 2008, em casa, contra a Espanha, em uma final decidida pela primeira vez nos pênaltis. Na Tailândia 2012, a Seleção Espanhola seria a primeira seleção a chegar a cinco finais consecutivas do torneio (recorde que perdura até os dias atuais), mas seria derrotada pelo Brasil, que lograria seu quinto título mundial válido pela FIFA. Neste torneio, porém, a Seleção Brasileira entrou num impasse com a FIFA às vésperas de seu início. Tudo se deu porque a Seleção Brasileira foi para o torneio com um uniforme com 6 estrelas (já que a Confederação Brasileira de Futsal também considerava as duas conquistas no Campeonato Mundial de Futebol de Salão da FIFUSA como títulos mundiais). A FIFA, porém, exigiu que a equipe retirasse essas duas estrelas de seu uniforme para que pudesse disputar o torneio.
No torneio disputado na Colômbia, em 2016, o título ficou com a Argentina. Foi neste torneio que pela primeira vez a Seleção Brasileira ficou fora do pódio. Além disso, essa competição ficou marcada por ter sido a última disputada por Falcão, que recebeu uma homenagem dos adversários após a derrota do Brasil.
Na edição da Lituânia, em 2021 (orginalmente seria realizada em 2020, mas precisou ser adiada em um ano devido a pandemia de COVID-19), a Seleção Argentina chegou a sua segunda final consecutiva, mas dessa vez perdeu o título para Portugal que, dessa forma, conquistou o mundial pela primeira vez.

## Formato
Todos os eventos anteriores a Copa do Mundo de 2008 tiveram 16 seleções nacionais. O Mundial de 1989 contou com seis países da Europa, três da América do Sul, dois da África, dois da Ásia, dois da América do Norte e Central, e um da Oceania (no Mundial de 2004, foram cinco representantes europeus, quatro asiáticos (incluindo os anfitriões chineses), 3 sul-americanos, 2 norte-centro-americanos, 1 africano e a 1 oceânico).
Em Campeonato Mundial de Futsal de 2008, pela primeira vez, 20 equipes participaram - seis países da Europa, quatro da América do Sul, duas da África, quatro da Ásia, três da América do Norte e Central, e 1 da Oceania. Quatro anos depois, a FIFA ampliou o Mundial para 24 participantes (Europa, África, América do Norte e América Central e do Caribe ganharam mais uma vaga).

## Resultados
| 1989 Detalhes | Países Baixos | Brasil    | 2–1                     | Países Baixos  | Estados Unidos | 3–2 (pro)         | Bélgica     |
| 1992 Detalhes | Hong Kong     | Brasil    | 4–1                     | Estados Unidos | Espanha        | 9–6               | Irã         |
| 1996 Detalhes | Espanha       | Brasil    | 6–4                     | Espanha        | Rússia         | 3–2               | Ucrânia     |
| 2000 Detalhes | Guatemala     | Espanha   | 4–3                     | Brasil         | Portugal       | 4–2               | Rússia      |
| 2004 Detalhes | Taipé Chinesa | Espanha   | 2–1                     | Itália         | Brasil         | 7–4               | Argentina   |
| 2008 Detalhes | Brasil        | Brasil    | 2–2 (pro) Pênaltis: 4–3 | Espanha        | Itália         | 2–1               | Rússia      |
| 2012 Detalhes | Tailândia     | Brasil    | 3–2 (pro)               | Espanha        | Itália         | 3–0               | Colômbia    |
| 2016 Detalhes | Colômbia      | Argentina | 5–4                     | Rússia         | Irã            | 2–2 Pênaltis: 4–3 | Portugal    |
| 2021 Detalhes | Lituânia      | Portugal  | 2–1                     | Argentina      | Brasil         | 4–2               | Cazaquistão |
| 2024 Detalhes | Uzbequistão   | Brasil    | 2–1                     | Argentina      | Ucrânia        | 7–1               | França      |

## Quadro de medalhas
| Ordem | País           | Medalha de ouro | Medalha de prata | Medalha de bronze | Total |
| ----- | -------------- | --------------- | ---------------- | ----------------- | ----- |
| 1     | Brasil         | 6               | 1                | 2                 | 9     |
| 2     | Espanha        | 2               | 3                | 1                 | 6     |
| 3     | Argentina      | 1               | 2                | 0                 | 3     |
| 4     | Portugal       | 1               | 0                | 1                 | 2     |
| 5     | Itália         | 0               | 1                | 2                 | 3     |
| 6     | Estados Unidos | 0               | 1                | 1                 | 2     |
| 6     | Rússia         | 0               | 1                | 1                 | 2     |
| 8     | Países Baixos  | 0               | 1                | 0                 | 1     |
| 9     | Irã            | 0               | 0                | 1                 | 1     |
| 9     | Ucrânia        | 0               | 0                | 1                 | 1     |

## Participações
Legenda
- 1.º — Campeão
- 2.º — Vice-campeão
- 3.º — Terceiro lugar
- 4.º — Quarto lugar
- QF — Quartas de final
- R2 — 2.ª fase (1989–2008, segunda fase de grupos, 8 melhores; 2012–atualmente: fase eliminatória de 16)
- R1 — 1.ª fase (fase de grupos)
- Q — Qualificado para o próximo torneio
- — Anfitrião

| Seleção         | 1989 | 1992 | 1996 | 2000 | 2004 | 2008 | 2012 | 2016 | 2021 | 2024 |
| --------------- | ---- | ---- | ---- | ---- | ---- | ---- | ---- | ---- | ---- | ---- |
| Afeganistão     | –    | –    | –    | –    | –    | –    | –    | –    | –    | R2   |
| Angola          | –    | –    | –    | –    | –    | –    | –    | –    | R1   | R1   |
| Arábia Saudita  | R1   | –    | –    | –    | –    | –    | –    | –    | –    | –    |
| Argélia         | R1   | –    | –    | –    | –    | –    | –    | –    | –    | –    |
| Argentina       | R2   | R2   | R1   | R2   | 4º   | R2   | QF   | 1º   | 2º   | 2º   |
| Austrália       | R1   | R1   | R1   | R1   | R1   | –    | R1   | R1   | –    | –    |
| Azerbaijão      | –    | –    | –    | –    | –    | –    | –    | QF   | –    | –    |
| Bélgica         | 4º   | R2   | R2   | –    | –    | –    | –    | –    | –    | –    |
| Brasil          | 1º   | 1º   | 1º   | 2º   | 3º   | 1º   | 1º   | R2   | 3º   | 1º   |
| Canadá          | R1   | –    | –    | –    | –    | –    | –    | –    | –    | –    |
| Cazaquistão     | –    | –    | –    | R1   | –    | –    | –    | R2   | 4º   | QF   |
| China           | –    | R1   | R1   | –    | –    | R1   | –    | –    | –    | –    |
| Colômbia        | –    | –    | –    | –    | –    | –    | 4°   | R2   | –    | –    |
| Costa Rica      | –    | R1   | –    | R1   | –    | –    | R1   | R2   | R1   | R2   |
| Croácia         | –    | –    | –    | R2   | –    | –    | –    | –    | –    | R2   |
| Cuba            | –    | –    | R1   | R1   | R1   | R1   | –    | R1   | –    | R1   |
| Dinamarca       | R1   | –    | –    | –    | –    | –    | –    | –    | –    | –    |
| Egito           | –    | –    | R1   | R2   | R1   | R1   | R2   | QF   | R1   | –    |
| Espanha         | R1   | 3º   | 2º   | 1º   | 1º   | 2º   | 2º   | QF   | QF   | Q    |
| Estados Unidos  | 3º   | 2º   | R1   | –    | R2   | R1   | –    | –    | R1   | –    |
| França          | –    | –    | –    | –    | –    | –    | –    | –    | –    | 4º   |
| Guatemala       | –    | –    | –    | R1   | –    | R1   | R1   | R1   | R1   | R1   |
| Hong Kong       | –    | R1   | –    | –    | –    | –    | –    | –    | –    | –    |
| Hungria         | R2   | –    | –    | –    | –    | –    | –    | –    | –    | –    |
| Ilhas Salomão   | –    | –    | –    | –    | –    | R1   | R1   | R1   | R1   | –    |
| Irã             | –    | 4º   | R1   | R1   | R1   | R2   | R2   | 3º   | QF   | R2   |
| Itália          | R2   | R1   | R2   | –    | 2º   | 3º   | 3º   | R2   | –    | –    |
| Japão           | R1   | –    | –    | –    | R1   | R1   | R2   | –    | R2   | –    |
| Kuwait          | –    | –    | –    | –    | –    | –    | R1   | –    | –    | –    |
| Líbia           | –    | –    | –    | –    | –    | R1   | R1   | –    | –    | R1   |
| Lituânia        | –    | –    | –    | –    | –    | –    | –    | –    | R1   | –    |
| Malásia         | –    | –    | R1   | –    | –    | –    | –    | –    | –    | –    |
| Marrocos        | –    | –    | –    | –    | –    | –    | R1   | R1   | QF   | QF   |
| México          | –    | –    | –    | –    | –    | –    | R1   | –    | –    | –    |
| Moçambique      | –    | –    | –    | –    | –    | –    | –    | R1   | –    | –    |
| Nigéria         | –    | R1   | –    | –    | –    | –    | –    | –    | –    | –    |
| Nova Zelândia   | –    | –    | –    | –    | –    | –    | –    | –    | –    | R1   |
| Países Baixos   | 2º   | R2   | R2   | R2   | –    | –    | –    | –    | –    | R2   |
| Panamá          | –    | –    | –    | –    | –    | –    | R2   | R1   | R1   | R1   |
| Paraguai        | R2   | R1   | –    | –    | R1   | R2   | R2   | QF   | R2   | QF   |
| Polónia         | –    | R2   | –    | –    | –    | –    | –    | –    | –    | –    |
| Portugal        | –    | –    |      | 3º   | R2   | R1   | QF   | 4º   | 1º   | R2   |
| República Checa | –    | –    | –    | –    | R2   | R1   | R2   | –    | R2   | –    |
| Rússia          | –    | R1   | 3º   | 4º   | –    | 4º   | QF   | 2º   | QF   | –    |
| Sérvia          | –    | –    | –    | –    | –    | –    | R2   | –    | R2   | –    |
| Tailândia       | –    | –    | –    | R1   | R1   | R1   | R2   | R2   | R2   | R2   |
| Tajiquistão     | –    | –    | –    | –    | –    | –    | –    | –    | –    | R1   |
| Taipé Chinês    | –    | –    | –    | –    | R1   | –    | –    | –    | –    | –    |
| Ucrânia         | –    | –    | 4º   | –    | R2   | R2   | QF   | R2   | –    | 3º   |
| Uruguai         | –    | –    | R2   | R1   | –    | R1   | –    | –    | –    | –    |
| Uzbequistão     | –    | –    | –    | –    | –    | –    | –    | R1   | R2   | R1   |
| Venezuela       | –    | –    | –    | –    | –    | –    | –    | –    | R2   | QF   |
| Vietnã          | –    | –    | –    | –    | –    | –    | –    | R2   | R2   | –    |
| Zimbábue        | R1   | –    | –    | –    | –    | –    | –    | –    | –    | –    |
|                 | 16   | 16   | 16   | 16   | 16   | 20   | 24   | 24   | 24   | 24   |

## Tabela histórica
| Pos. | Seleção         | Edições | J  | V  | E | D  | GP  | GC  | SG   | Pts |
| ---- | --------------- | ------- | -- | -- | - | -- | --- | --- | ---- | --- |
| 1    | Brasil          | 9       | 67 | 57 | 6 | 4  | 428 | 101 | +327 | 177 |
| 2    | Espanha         | 9       | 61 | 48 | 5 | 8  | 260 | 118 | +142 | 149 |
| 3    | Argentina       | 9       | 55 | 30 | 7 | 18 | 163 | 124 | +39  | 97  |
| 4    | Rússia          | 7       | 45 | 27 | 5 | 13 | 241 | 114 | +127 | 86  |
| 5    | Itália          | 7       | 43 | 27 | 3 | 13 | 153 | 96  | +57  | 84  |
| 6    | Portugal        | 5       | 37 | 22 | 6 | 9  | 126 | 76  | +50  | 72  |
| 7    | Irã             | 8       | 40 | 19 | 6 | 15 | 137 | 133 | +4   | 63  |
| 8    | Ucrânia         | 5       | 30 | 14 | 5 | 11 | 105 | 81  | +24  | 47  |
| 9    | Países Baixos   | 4       | 26 | 12 | 5 | 9  | 76  | 76  | 0    | 41  |
| 10   | Estados Unidos  | 6       | 32 | 12 | 4 | 16 | 91  | 108 | –17  | 40  |
| 11   | Paraguai        | 7       | 28 | 10 | 5 | 13 | 93  | 88  | +5   | 35  |
| 12   | Bélgica         | 3       | 20 | 10 | 2 | 8  | 56  | 51  | +5   | 32  |
| 13   | Egito           | 7       | 28 | 11 | 0 | 17 | 97  | 115 | −18  | 30  |
| 14   | Cazaquistão     | 3       | 14 | 6  | 2 | 6  | 47  | 41  | +6   | 20  |
| 15   | República Checa | 4       | 18 | 6  | 2 | 10 | 37  | 53  | −16  | 20  |
| 16   | Tailândia       | 6       | 22 | 6  | 1 | 15 | 56  | 102 | −46  | 19  |
| 17   | Colômbia        | 2       | 11 | 4  | 3 | 4  | 27  | 25  | +2   | 15  |
| 18   | Guatemala       | 5       | 16 | 5  | 0 | 11 | 48  | 88  | −40  | 15  |
| 19   | Japão           | 5       | 17 | 4  | 2 | 12 | 47  | 77  | −30  | 14  |
| 20   | Uruguai         | 3       | 13 | 4  | 1 | 8  | 30  | 39  | −9   | 13  |
| 21   | Costa Rica      | 5       | 16 | 4  | 1 | 11 | 39  | 73  | −34  | 13  |
| 22   | Austrália       | 7       | 21 | 4  | 1 | 16 | 34  | 118 | −84  | 13  |
| 23   | Sérvia          | 2       | 8  | 3  | 1 | 4  | 27  | 18  | +9   | 10  |
| 24   | Croácia         | 1       | 6  | 3  | 0 | 3  | 18  | 15  | +3   | 9   |
| 25   | Hungria         | 1       | 6  | 2  | 2 | 2  | 23  | 17  | +6   | 8   |
| 26   | Marrocos        | 3       | 11 | 2  | 2 | 7  | 24  | 36  | −12  | 8   |
| 27   | Azerbaijão      | 1       | 5  | 2  | 1 | 2  | 25  | 18  | +7   | 7   |
| 28   | Venezuela       | 1       | 4  | 2  | 1 | 1  | 6   | 5   | +1   | 7   |
| 29   | Vietnã          | 2       | 8  | 2  | 1 | 5  | 12  | 33  | −21  | 7   |
| 30   | Polónia         | 1       | 6  | 2  | 0 | 4  | 15  | 22  | −7   | 6   |
| 31   | Panamá          | 3       | 10 | 2  | 0 | 8  | 24  | 58  | −34  | 6   |
| 32   | Dinamarca       | 1       | 3  | 1  | 1 | 1  | 12  | 10  | +2   | 4   |
| 33   | Uzbequistão     | 2       | 7  | 1  | 1 | 5  | 21  | 30  | −9   | 4   |
| 34   | Canadá          | 1       | 3  | 1  | 0 | 2  | 7   | 7   | 0    | 3   |
| 35   | Hong Kong       | 1       | 3  | 1  | 0 | 2  | 7   | 7   | 0    | 3   |
| 36   | Kuwait          | 1       | 3  | 1  | 0 | 2  | 8   | 13  | −5   | 3   |
| 37   | Cuba            | 5       | 13 | 1  | 0 | 12 | 24  | 91  | −67  | 3   |
| 38   | Ilhas Salomão   | 4       | 13 | 1  | 0 | 12 | 22  | 142 | −120 | 3   |
| 39   | Líbia           | 2       | 7  | 0  | 1 | 6  | 10  | 36  | −26  | 1   |
| 40   | China           | 3       | 10 | 0  | 0 | 10 | 15  | 66  | −51  | 0   |
| 41   | Nigéria         | 1       | 3  | 0  | 0 | 3  | 7   | 15  | −8   | 0   |
| 42   | Lituânia        | 1       | 3  | 0  | 0 | 3  | 3   | 11  | −8   | 0   |
| 43   | México          | 1       | 3  | 0  | 0 | 3  | 4   | 13  | −9   | 0   |
| 44   | Angola          | 1       | 3  | 0  | 0 | 3  | 6   | 16  | −10  | 0   |
| 45   | Zimbábue        | 1       | 3  | 0  | 0 | 3  | 3   | 14  | −11  | 0   |
| 46   | Argélia         | 1       | 3  | 0  | 0 | 3  | 5   | 17  | −12  | 0   |
| 47   | Moçambique      | 1       | 3  | 0  | 0 | 3  | 7   | 22  | −15  | 0   |
| 48   | Malásia         | 1       | 3  | 0  | 0 | 3  | 4   | 24  | −20  | 0   |
| 49   | Arábia Saudita  | 1       | 3  | 0  | 0 | 3  | 4   | 27  | −23  | 0   |
| 50   | Taipé Chinês    | 1       | 3  | 0  | 0 | 3  | 2   | 29  | −27  | 0   |

Negrito indica as seleções classificadas para a Copa do Mundo de 2024.

## Premiação

### Bola de Ouro (melhor jogador)
A eleição do melhor jogador da competição surgiu quando o torneio recebeu a chancela da FIFA, em 1989. Das nove edições, apenas na primeira e nas  edições de 2016 e 2021 o melhor jogador não pertenceu ao plantel da Seleção Brasileira.
| Ano  | Jogador          | Nota   |
| ---- | ---------------- | ------ |
| 1989 | Victor Hermans   | [ 7 ]  |
| 1992 | Jorginho         | [ 7 ]  |
| 1996 | Manoel Tobias    | [ 7 ]  |
| 2000 | Manoel Tobias    | [ 7 ]  |
| 2004 | Falcão           | [ 7 ]  |
| 2008 | Falcão           | [ 7 ]  |
| 2012 | Neto             | [ 8 ]  |
| 2016 | Fernando Wilhelm | [ 9 ]  |
| 2021 | Ricardinho       | [ 10 ] |
| 2024 | Dyego            | [ 11 ] |

### Prêmio FIFA Chuteira de Ouro (artilheiros)
| Ano  | Jogador         | Gols |
| ---- | --------------- | ---- |
| 1989 | László Zsadányi | 7    |
| 1992 | Saeid Rajabi    | 16   |
| 1996 | Manoel Tobias   | 14   |
| 2000 | Manoel Tobias   | 19   |
| 2004 | Falcão          | 13   |
| 2008 | Pula            | 16   |
| 2012 | Eder Lima       | 9    |
| 2016 | Ricardinho      | 12   |
| 2021 | Ferrão          | 9    |
| 2024 | Marcel          | 10   |

### Troféu FIFA Fair Play (equipe menos faltosa)
| Ano  | Equipe      |
| ---- | ----------- |
| 2000 | Brasil      |
| 2004 | Brasil      |
| 2008 | Espanha     |
| 2012 | Argentina   |
| 2016 | Vietnã      |
| 2021 | Cazaquistão |
| 2024 | Portugal    |

### Prêmio FIFA Luva de Ouro (melhor goleiro)
| Ano  | Jogador            |
| ---- | ------------------ |
| 2008 | Tiago              |
| 2012 | Stefano Mammarella |
| 2016 | Nicolás Sarmiento  |
| 2021 | Nicolás Sarmiento  |
| 2024 | Willian            |

## Maiores artilheiros
| Ordem | Nome                | País     | Gols | Jogos | Copas disputadas             | Gols por jogo |
| ----- | ------------------- | -------- | ---- | ----- | ---------------------------- | ------------- |
| 1     | Falcão              | Brasil   | 48   | 33    | 2000, 2004, 2008, 2012, 2016 | 1,45          |
| 2     | Manoel Tobias       | Brasil   | 43   | 32    | 1992, 1996, 2000, 2004       | 1,34          |
| 3     | Konstantin Eremenko | Rússia   | 28   | 18    | 1992, 1996, 2000             | 1,55          |
| 4     | Schumacher          | Brasil   | 25   | 25    | 2000, 2004, 2008             | 1             |
| 5     | Ricardinho          | Portugal | 22   | 18    | 2008, 2012, 2016, 2021       | 1,22          |
| 6     | Éder Lima           | Rússia   | 18   | 12    | 2012, 2016                   | 1,5           |
| 7     | Saeid Rajabi        | Irã      | 16   | 8     | 1992                         | 2             |
| 8     | Pula                | Rússia   | 18   | 14    | 2008, 2012                   | 1,28          |
| 9     | Índio               | Brasil   | 15   | 16    | 2000, 2008                   | 0,93          |
| 10    | Daniel              | Espanha  | 14   | 15    | 2000, 2008                   | 0,93          |